# Нобл Джонсон
Нобл Джонсон (англ. Noble Johnson; 18 квітня 1881 — 9 січня 1978) — афро-американський актор і кінопродюсер.

## Біографія
Високий зріст, красива статура і риси обличчя зробили його затребуваним актором. В епоху німого кіно він виконував ролі в серіалах, вестернах і пригодницьких фільмах. В основному він грав чорношкірих персонажів, але також знімався в ролях індіанців, латиноамериканців, арабів і навіть чорта в «Пеклі Данте» (1924).
Нобл Джонсон був дружний з актором Лоном Чейні, з яким він був однокласником.
Джонсон був також підприємцем. У 1916 році він заснував свою власну студію «Lincoln Motion Picture Company», яка проіснувала до 1921 року. Джонсон був президентом компанії, знімався в її фільмах, граючи одночасно в фільмах інших кінокомпаній, таких, наприклад, як «20 000 льє під водою» (1916), і вклавши платити з тих фільмів, в Лінкольні.
Першою картиною студії був фільм «The Realization of a Negro's Ambition» (1916). За чотири роки Джонсон зумів зберегти преверженность «Lincoln Motion Picture Company» афро-американському кіно. У 1920 році він пішов у відставку з поста президента компанії так як більше не міг продовжувати поєднувати керівництво студією з акторською роботою.
У 1920-х роках Джонсон був дуже затребуваний і знявся в таких першокласних німих фільмах, як «Чотири вершники апокаліпсису» (1921) з Рудольфо Валентино, «Десять заповідей» Сесиля де Мілля (1923), «Багдадський злодій» (1924), і «Пекло Данте» (1924). Він легко адаптувався до звукового кіно, знявшись у фільмах «Таємничий доктор Фу Манчу» (1929), «Мобі Дік» (1930), «Мумія» (1932). Він також був Рідний головний на острові Черепа в класичному Кінг-Конг (1933) (і його продовження «Син Конга», 1933) і з'явився у фільмі Френка Капри «Втрачений горизонт» (1937). Одним з його останніх фільмів був фільм Джона Форда «Вона носила жовту стрічку» (1949), в якому він грав індіанського вождя Червона Сорочка. Припинив зніматися в 1950 році.
Джонсон помер 9 січня 1978 року.

## Вибрана фільмографія
- 1916 — Нетерпимість
- 1921 — Чотири вершники Апокаліпсису
- 1923 — Десять заповідей
- 1924 — Багдадський злодій
- 1928 — Сел з Сінгапуру
- 1931 — На схід Борнео
- 1932 — Мумія
- 1933 — Кінг-Конг
- 1937 — Втрачений горизонт